# Macrocera tawnia
Macrocera tawnia är en tvåvingeart som beskrevs av Wu 1995. Macrocera tawnia ingår i släktet Macrocera och familjen platthornsmyggor.
Artens utbredningsområde är Zhejiang (Kina). Inga underarter finns listade i Catalogue of Life.